# 工場萌え

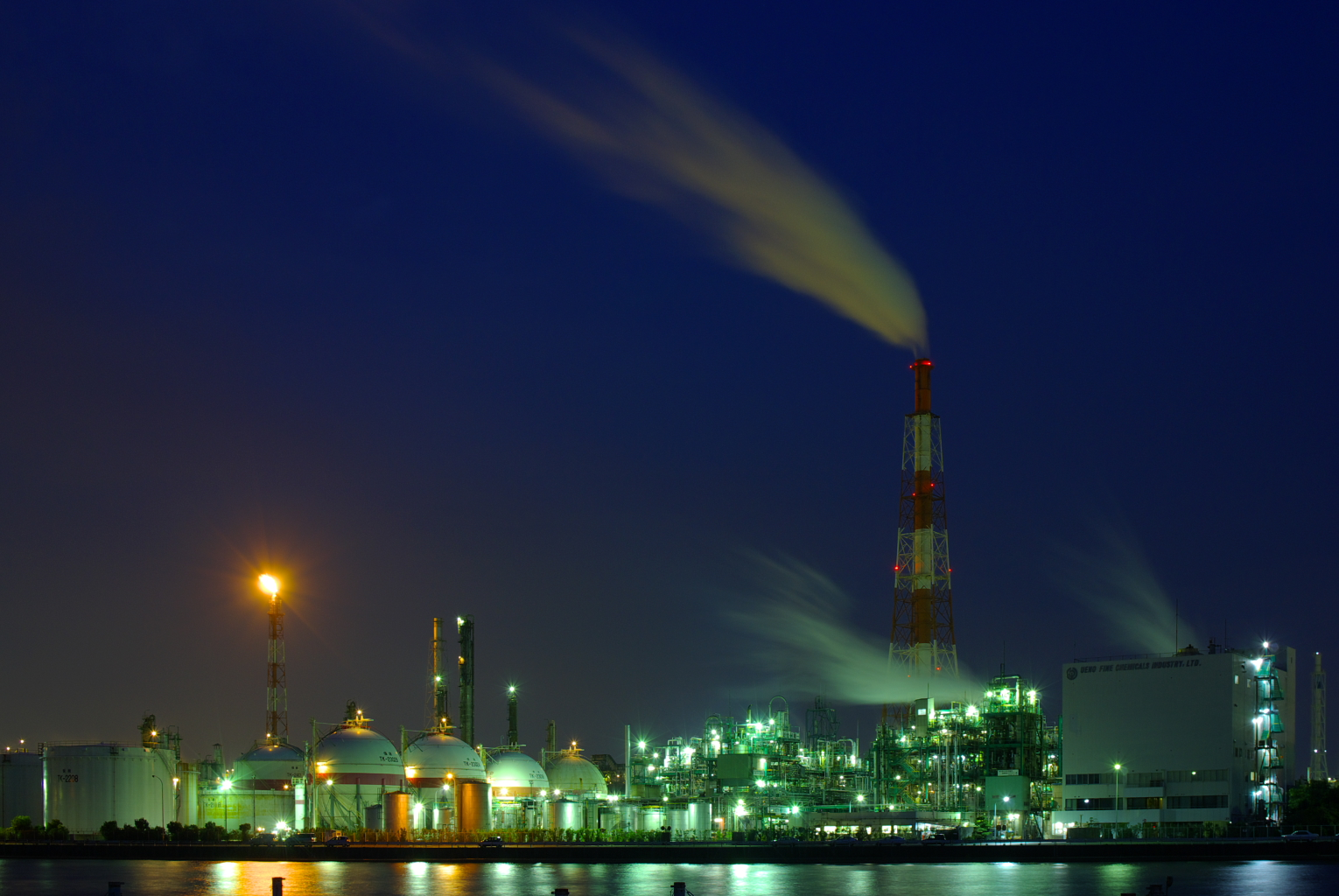
上野製薬四日市工場

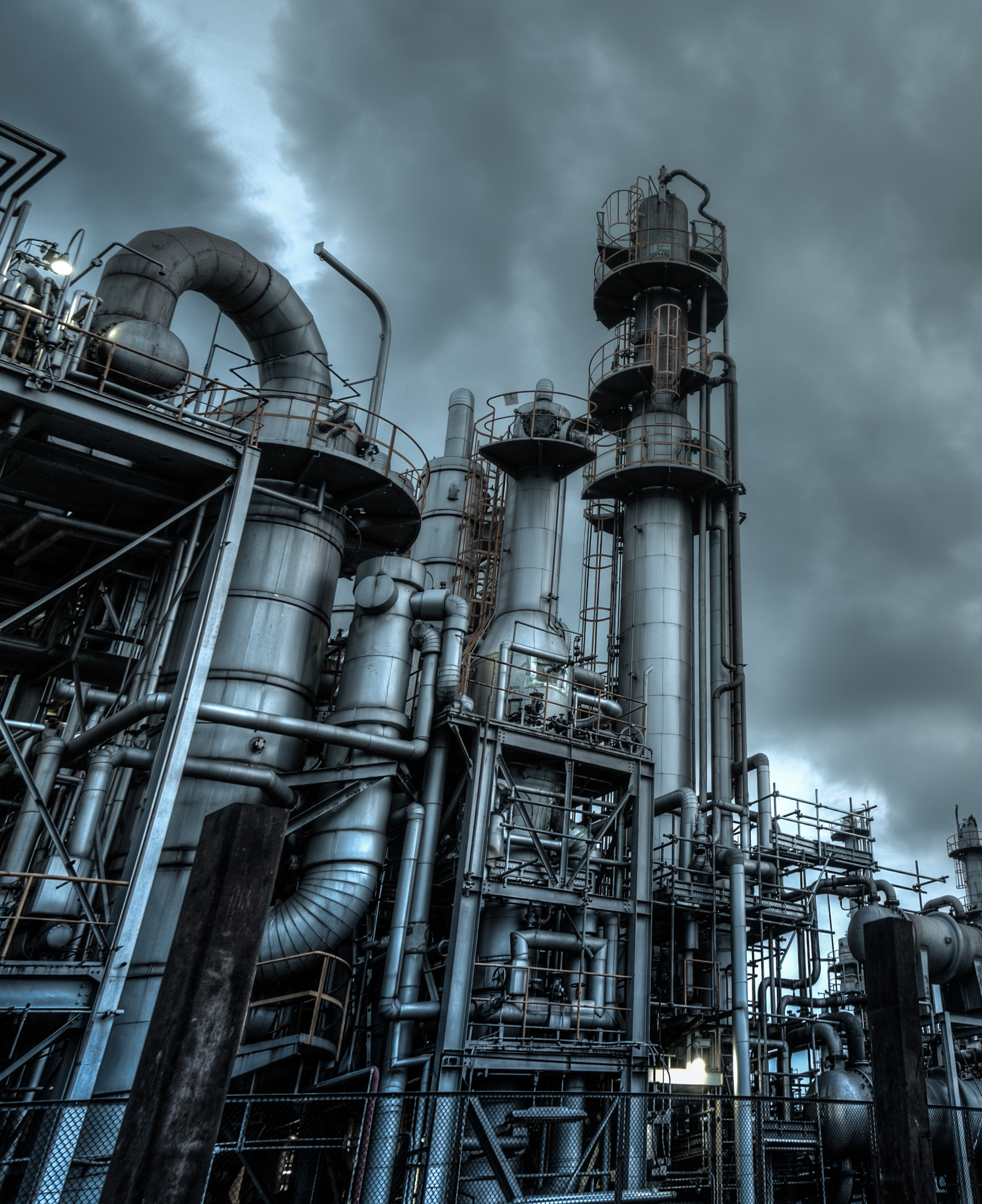
日本触媒川崎製造所千鳥工場

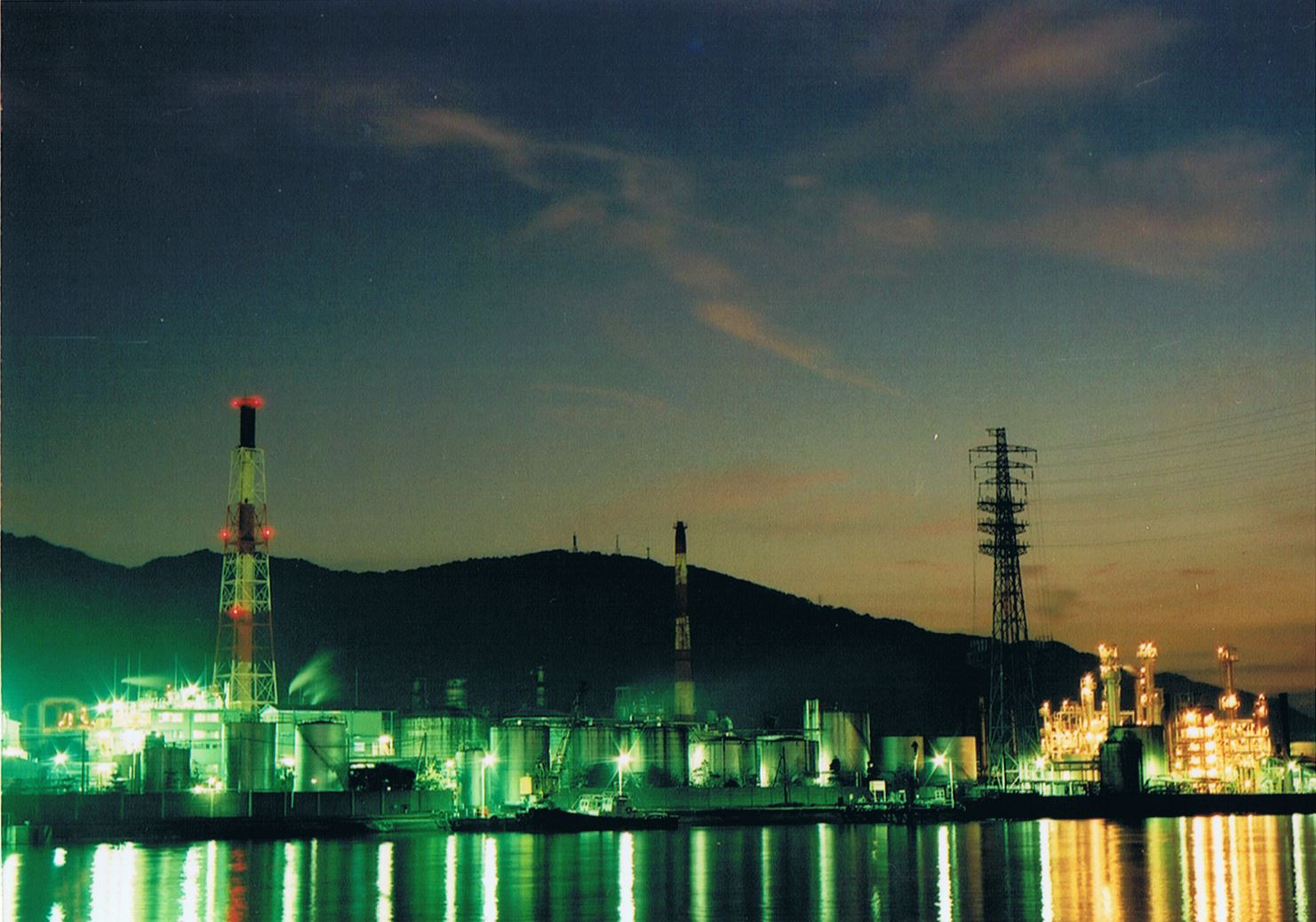
ENEOS和歌山石油精製海南工場

工場萌え（こうじょうもえ）とは工場の景観を愛好する行為のことである。

## 概要
日本国内において、コンビナートや工場の、夜間照明や煙突・配管・タンク群の、重厚な「構造美」を愛でる、工場観賞（工場鑑賞）を趣味とする人々が増えており、従来決してきれいとは言えない外観であるとされてきた工場に美を見出す動きがインターネット等を通じて拡大した。
工場の内部において、製造工程などを見学もしくは体験する工場見学や、産業観光とは主眼が異なる。
外国では「工場萌え」という言葉はまだ認知されていないが、20世紀初頭から美術界、特に写真界で表層的な美をもつ被写体として多く取り上げられてきたし、ベッヒャー夫妻（Bernd and Hilla Becher）は1960年代から鉱山や工場を「無名の彫刻」（独：Anonyme Skulpturen）と呼び、主観を排除した構図で多くの被写体を撮影した。1909年には機械化によって実現された近代社会の速さを称える「未来派宣言」が出た。これとは別に1977年に発表されたピンク・フロイドのアルバム『アニマルズ』（Animals）はテムズ川沿いにあるバターシー発電所の上空を豚が飛んでいるジャケットだったし、2000年にオープンした美術館テート・モダンは以前「バンクサイド発電所」だった建物をリノベーションしたものだった。フランスでも1977年開館のポンピドゥー・センターも美術館を工場に模した外観であるし、1986年にオープンしたオルセー美術館は駅を改造したものである。

## 各地における工場萌えへの取組
工業地域やコンビナートを抱える地域においては、従来では考えられなかったものが観光資源として着目されるようになり、各地でツアーを開催するなどの取組が行われている。
千葉県商工労働部観光課は、2007年11月、千葉市内の京葉工業地域の工場などを巡る「工場鑑賞モニターツアー」を開催した。
また、阪神工業地帯の一角を占める尼崎市では町おこしに工場鑑賞を利用しており、尼崎公害訴訟の和解金で設立された市民グループ「尼崎南部再生研究室（あまけん）」によって2004年より年1回運河クルージングが開催されている。
北九州工業地帯を抱える北九州市においても、2010年11月より夜景観賞バスツアーを開始。ツアーガイドが各工場の歴史や機能を説明する。
近畿大学理工学部社会環境工学科の岡田昌彰准教授は「公害が顕在化した1970年代に、工業地帯の緑地化が進み、工場は市民から目隠しされてきた。市民にとって疎遠になった工場が、ユニークで迫力がある景観としてブログなどで紹介されるようになったことが大きい」と分析している。

## 石井哲による活動
mixi内のコミュニティ「工場・コンビナートに萌える会」の管理人ならびに個人ブログ「工場萌えな日々」を運営するイラストレーター石井哲（wami）は2007年3月に写真集『工場萌え』（共著 大山顕、東京書籍 ISBN 978-4487801633）を出した。石井はテレビ朝日の「タモリ倶楽部」に出演し、ブログが紹介された。また、京浜・京葉・多摩・群馬などの工業地帯を撮影したDVD『工場萌えな日々』が2006年12月に、第二弾として西日本（四日市・堺・水島・坂出）の工業地帯にスポットを当てた『工場萌えな日々 2』が2007年11月に発売されている。
石井および大山が支援・公認した、船上から川崎の工場地帯を見学するツアー「工場萌えクルーズ」が開催されている。また、三重県四日市市でも大山および石井監修によるツアーが2010年7月16日から9月25日までの毎週金・土曜日に行われた。